# Milk Morinaga
Milk Morinaga (japanisch 森永 みるく Morinaga Milk, 27. Januar) ist eine japanische Mangaka, die auch unter den Namen Myao und Body Talk veröffentlichte. Einige ihrer Geschichten, die meist ins Genre Yuri einzuordnen sind, wurden in mehrere Sprachen übersetzt, darunter zwei ins Deutsche.

## Werdegang und Werk
Morinagas erste Veröffentlichung war 1996 die erotische Kurzgeschichte Koi no Dracula um einen Schüler und dessen Nachhilfelehrerin. Danach erschienen diverse kurze erotische Serien sowie 1997 Beiträge von ihr in den erotischen Yuri-Anthologien Comic Alice Club und Study After School. Dem Genre Yuri um gleichgeschlechtliche Liebe zwischen Mädchen blieb Morinaga treu und ein großer Teil ihrer Werke ist dem zuzuordnen. Ebenso veröffentlichte sie neben ihren kommerziellen Serien auch einige Yuri-Fancomics (Dōjinshi) zu bekannten Serien, darunter Puella Magi Madoka Magica. Auf Deutsch erschien ihre fünfbändige Serie Wir beide! aus den Jahren 2006 bis 2010. Die Übersetzung wurde ab 2012 vom Carlsen Verlag herausgegeben. Die Liebesgeschichte erzählt von der Beziehung zwischen zwei sehr unterschiedlichen Schülerinnen. Ebenfalls auf Deutsch erschien Cherry Lips, das sich um eine Beziehung zwischen zwei Schülerinnen dreht, die durch einen Schulwechsel auf die Probe gestellt wird. Nebenbei werden weitere Liebesgeschichten erzählt, die sich an der gleichen Schule zutragen. 

## Bibliografie (Auswahl)
- Koi no Dracula (恋のドラキュラ, 1996, Kurzgeschichte)
- Nikurashii Anata e (にくらしいあなたへ, 1996–1997, 1 Band)
- Study After School (1997, 1 Band)
- Mare (1998, 1 Band)
- Wan-derful (1998–1999, 1 Band)
- Milk Shell (2002, 1 Band)
- Wir beide! (ガールフレンドス Girl Friends, 2006–2010, 5 Bände)
- Amai Kuchibir (あまいくちびる, 2007, 1 Band)
- Himitsu no Recipe (ひみつのレシピ, 2009, 2 Bände)
- Cherry Lips (くちびるためいきさくらいろ Kuchibiru Tameiki Sakurairo, 2006–2012, 2 Bände)
- Gakuen Porīchī (学園ポリーチェ, 2012–2014, 1 Band)
- Ohime-sama no Himitsu (お姫様のひみつ, 2012–2014, 1 Band)
- Hana to Hina wa Hōkago (ハナとヒナは放課後, 2015–2016, 3 Bände)
- Watashi no Kawaii Koneko-chan (私の可愛い子猫ちゃん, seit 2017, 2 Bände)
- Neko Borabu no Milk-san (ねこボラ部のみるくさん, 2018–2019, 1 Band)